# Julie Nolke
Julie Nolke, née le 24 août 1990, est une vidéaste web, actrice et écrivaine canadienne. Elle est surtout connu pour une série de courts métrages diffusés en ligne à partir de la moitié de l'année 2020 et ayant pour thématique la pandémie de Covid-19.

## Biographie
Julie Nolke naît et grandit au Canada. Elle lance sa chaîne YouTube en octobre 2011 et obtient un B.F.A. de l'université York en 2012. Elle réside à Toronto.
Julie Nolke est en couple avec Samuel Larson.

## Carrière
Julie Nolke lance une série de vidéos où elle met en scène une discussion entre elle et un double un peu plus jeune que celle-ci, avec qui elle discute de l'évolution du monde en temps de pandémie de Covid-19.
Les courts métrages deviennent viraux et recueillent environ 15 millions de visionnements en quelques mois.

## Filmographie

### Cinéma
- 2020 : Société Secrète de la Royauté : la professeur d'anglais

### Télévision

#### Séries télévisées
- 2019 : TallBoyz : Stephanie
- 2020 : Workin' Moms : la directrice de banque
- 2020 : What We Do in the Shadows : une sorcière
- 2020 : The Boys : une reporter
- 2020 : Christian and Nat
- 2022 : Run the Burbs : Sam

#### Téléfilms
- 2022 : Cabin Connection : Danielle